# Е
Е, е は、キリル文字のひとつ。ギリシャ文字の Ε（エプシロン）に由来し、ラテン文字の E に相当する。字形もラテン文字の E と同じである。また、対応するグラゴル文字は Ⰵ（jest, イェスト）である。

## 由来
ギリシア文字の Ε ε（エプシロン）に由来し、エプシロンはフェニキア語の 𐤄（hē, ヘー）に起源を持つ。

## 呼称
- ウクライナ語 : エー
- キルギス語 : イェー
- ブルガリア語 : エ
- ロシア語 : イェー
- モンゴル語 : イェー / イィー

## 音素・音
原則として /e/ を表す。
- ロシア語とモンゴル語は /je/ を表す。ロシア語では強勢のない時は /ji/ になる。
- ウクライナ語の場合は下記の表を参照。
  - 黒い文字は国際音声記号。青い文字はウクライナ語の文献で使用されるキリル文字の音声記号。

| 音素     | 音                 | 強勢音   | 非強勢音             | 軟音の後の強勢音 | 軟音の後の非強勢音 |
| -------- | ------------------ | -------- | -------------------- | ---------------- | ------------------ |
| /ɛ/, /e/ | 非円唇前舌半広母音 | [ɛ], [e] | [ɛ̝], [eи], [ɪ̞], [иe] | [ɛ]              | [e], [eі]          |

## アルファベット上の位置
- ウクライナ語・セルビア語・マケドニア語では第 7 字母、ベラルーシ語・ブルガリア語・ロシア語では第 6 字母。
  - ベラルーシ語では、ДЖ と ДЗ を算入すると第 8 字母である。

## Еに関わる諸事項
- ロシア語では、Ё は Е と書かれる場合が多い。また、辞書の語順でも通常 Е と区別されない。
- ロシア語・モンゴル語で /e/ を表す文字は、Э である。
- /je/ を表すウクライナ語の文字は、Є である。また、ブルガリア語では /je/ を йе と書く。
- 日本語のキリル文字表記では通常使用しないが、エ段の表記に Э の代わりに使われたり、「よ」または開拗音オ段を表す Ё の上の点が省略された結果これが現れることがある。

## 符号位置
| 大文字 | Unicode | JIS X 0213 | 文字参照        | 小文字 | Unicode | JIS X 0213 | 文字参照        | 備考 |
| ------ | ------- | ---------- | --------------- | ------ | ------- | ---------- | --------------- | ---- |
| Е      | U+0415  | 1-7-6      | &#x415; &#1045; | е      | U+0435  | 1-7-54     | &#x435; &#1077; |      |